# Castelo de Aberystwyth

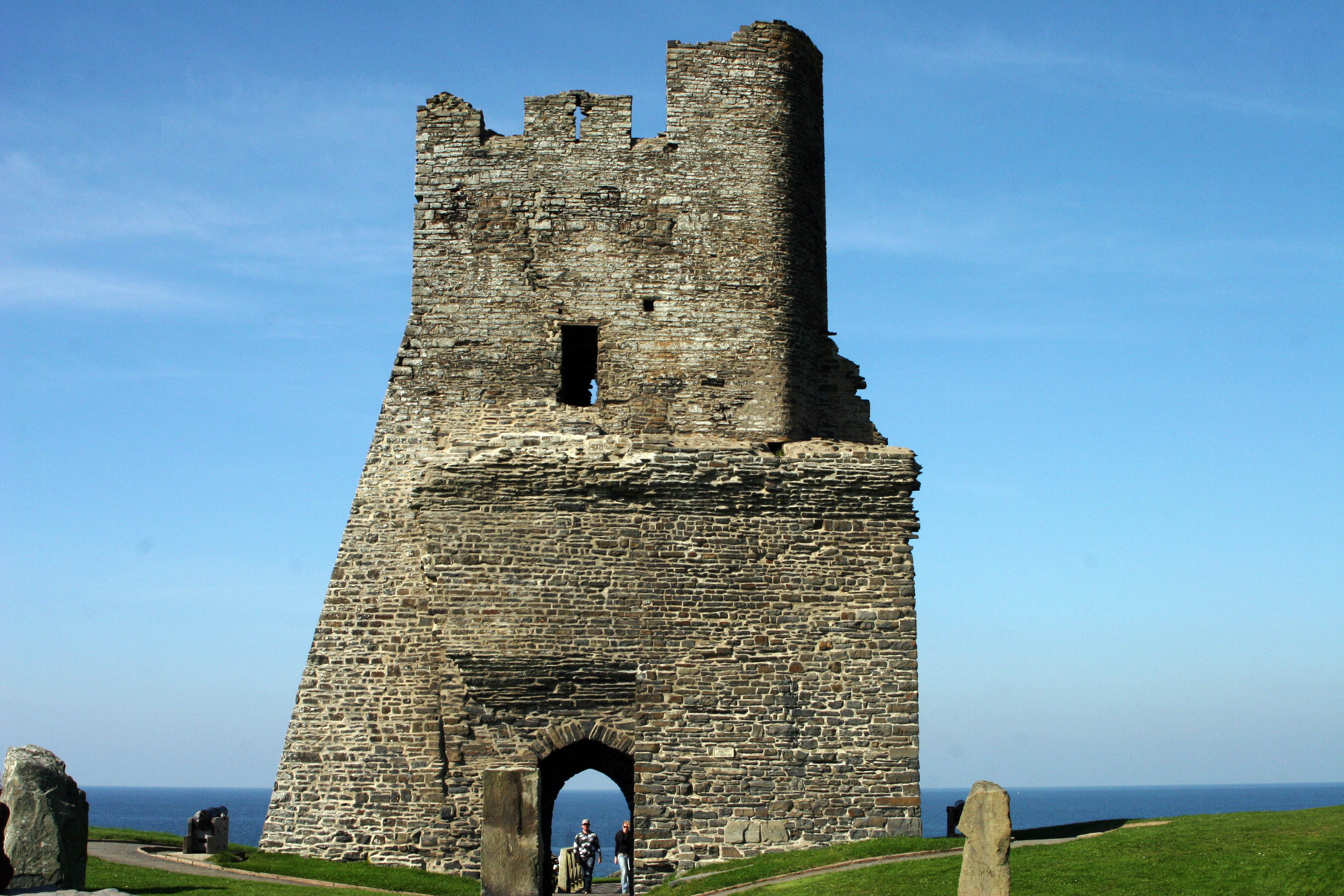
Aspecto do Castelo de Aberystwyth - vista exterior do portão norte.

O Castelo de Aberystwyth (em galês: Castell Aberystwyth; em inglês: Aberystwyth Castle) é um castelo localizado em Aberystwyth, Ceredigion, País de Gales, cuja construção começou em 1277. A área hospedou outros castelos antes deste, sendo o primeiro uma fortaleza datada da Idade do Ferro. Encontra-se classificado como um listed building com o Grau I desde 14 de setembro de 1962.
O Castelo de Aberystwyth  foi construído como uma fortaleza concêntrica em forma de diamante, com portarias em cada ponto. As suas muralhas dentro de muralhas permitiam aos seus guardas fazerem fogo para baixo a partir de diferentes alturas, ajudando a evitar o fogo amigo. Para lá das torres de guarda, o castelo tinha duas portarias, uma barbacã e uma torre alta no pátio interior. Actualmente, os destroços do castelo apenas indicam o seu passado, tendo a sua imponente estrutura sido destruída por guerrilhas e pela sua proximidade da Baía de Cardigan Bay. Registos históricos sugerem que o castelo já tinha entrado em decadência em 1343 devido à erosão pelo vento e pela água. O castelo está aberto ao público.

## História

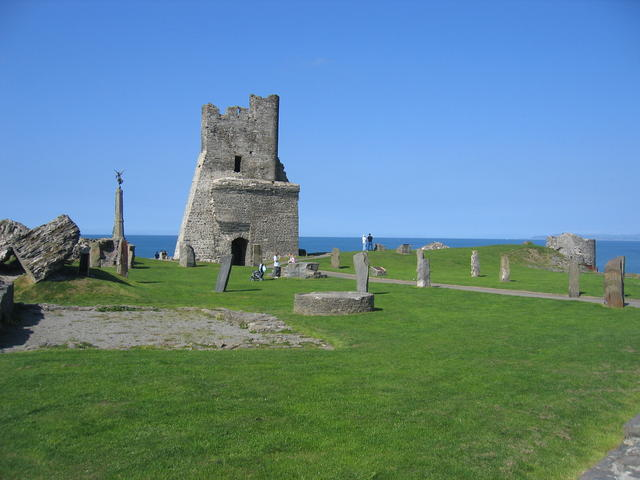
Pátio interior do Castelo de Aberystwyth.

O primeiro verdadeiro castelo construído em Aberystwyth foi erguido cerca duma milha a sul do actual edifício, por volta do ano 1110, por Gilbert de Clare. Esta estrutura foi variavelmente chamada de Castell Tan-y-castell, Aberrheidol Castle e Old Aberystwyth, entre outros termos.
Este castelo de madeira (mais tarde reforçado com pedra) mudou de mãos repetidamente enquanto os normandos guerreavam com os galeses nativos, que finalmente se instalaram nesta área da Média Gales. O castelo caiu primeiro para Owain Gwynedd em 1136. A sua posse alternou pelo menos três vezes antes de ser capturado por Llywelyn o Grande, em 1221. Os estudiosos acreditam que Llywelyn, provavelmente, arrasou o castelo e reconstruiu um outro no seu lugar. O edifício não volta a ser mencionado até Eduardo I de Inglaterra erguer o actual Castelo de Aberystwyth, uma milha a norte do sítio original.

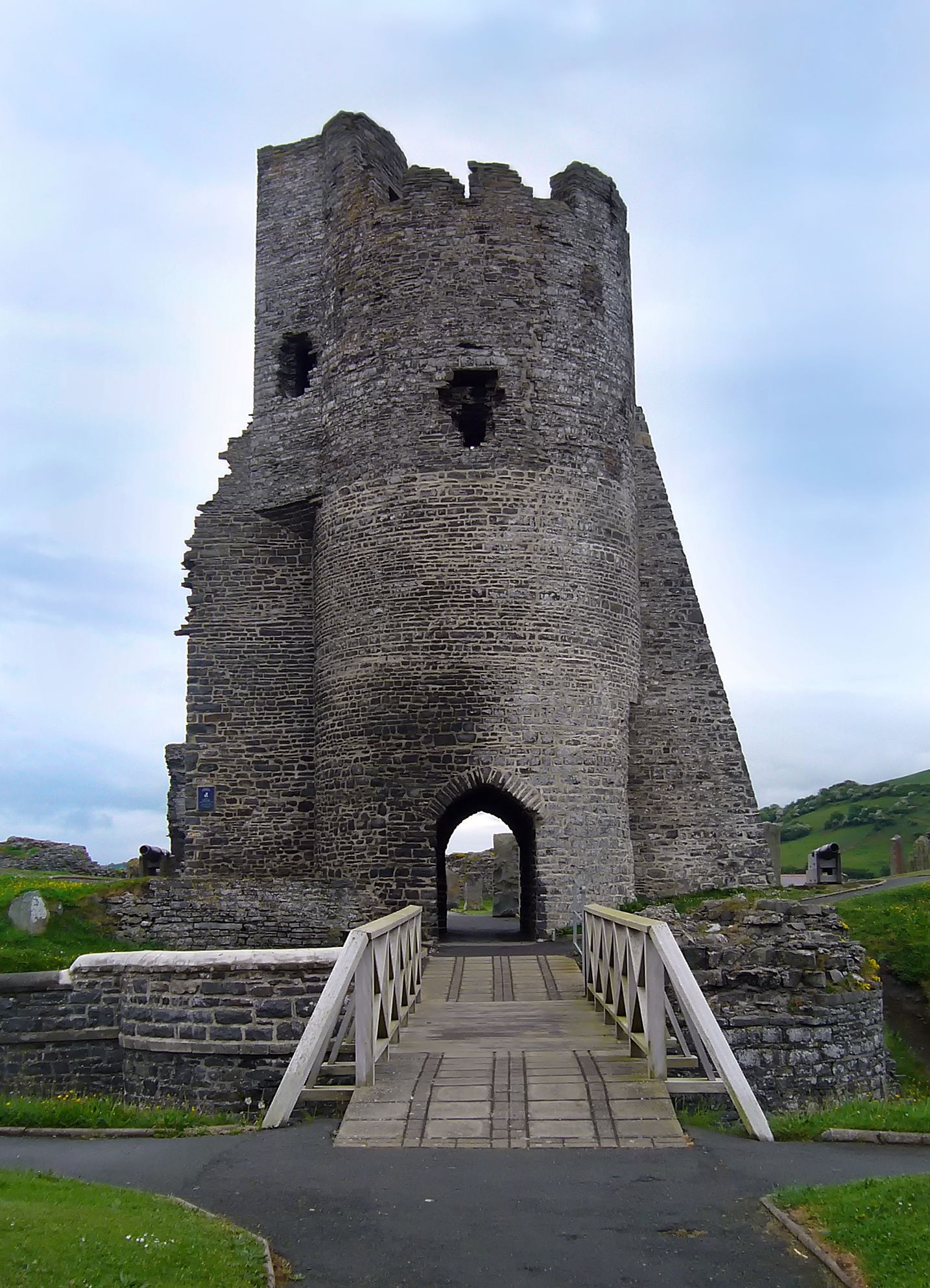

O Castelo de Aberystwyth foi construído, juntamente com o Castelo de Flint, o Castelo de Rhuddlan e o castelo da cidade de Builth Wells, pelo rei Eduardo I como parte da sua campanha contra os galeses. O Castelo de Aberystwyth, inciciado em 1277, foi um trabalho tributado particularmente. Ainda não estava acabado em 1282, quando os galeses o capturaram por um breve período e o queimaram. A construção ficou finalmente acabada em 1289, com grande despesa da Coroa. O castelo foi alvo dum cerco prolongado durante a revolta de Madog ap Llywelyn, em 1294-1295.

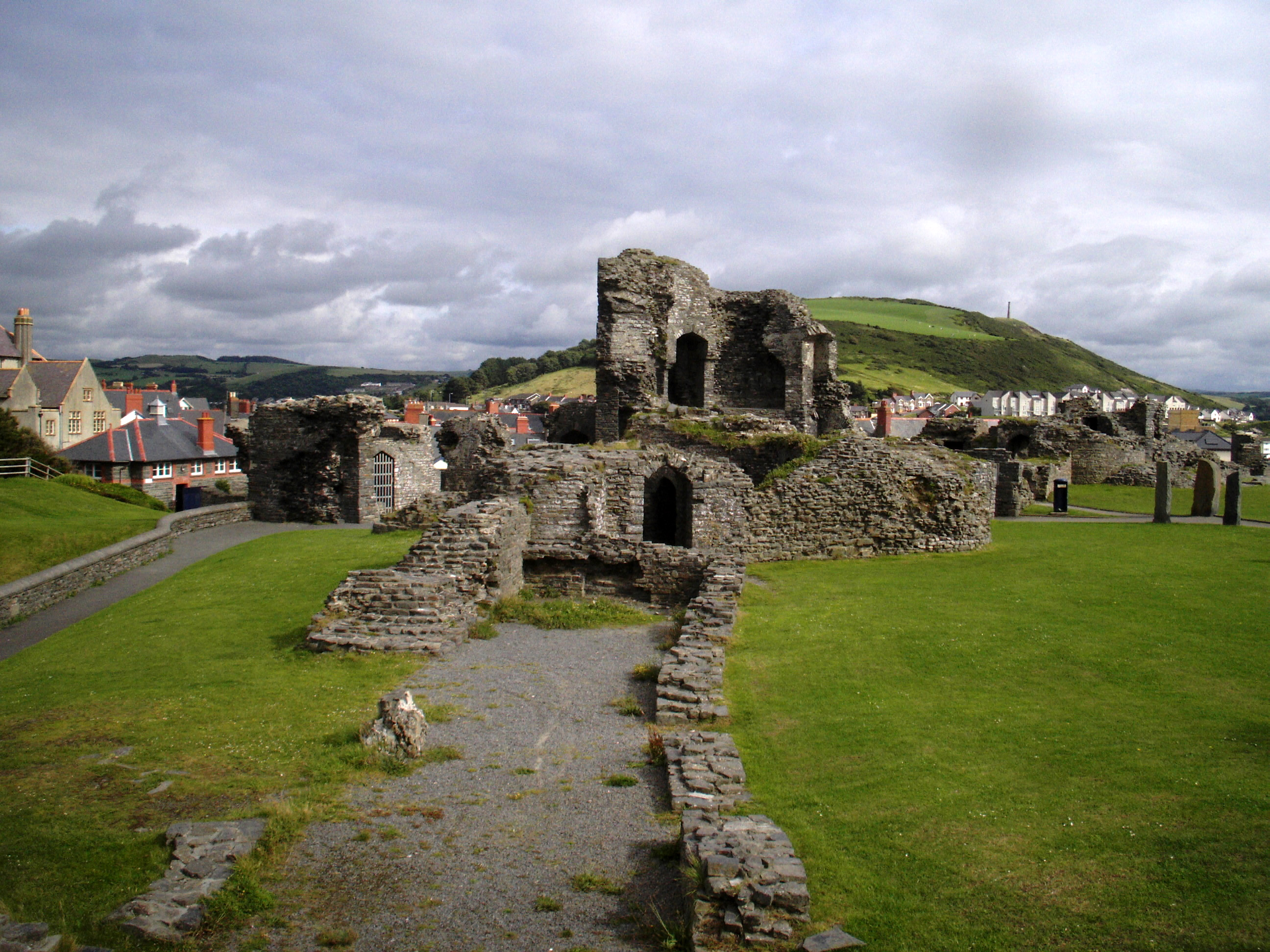
Restos das torres em forma de D que formavam a portaria do pátio interno.

Em 1307, o castelo era de tal maneira próspero que as pessoas tinham feito as suas casas próximo das suas muralhas e a cidade foi decretada Llanbadarn Gaerog (Llanbadarn fortificada). No entanto, a povoação foi vulgarmente referida pelo nome do castelo, tal como acontece actualmente.
O castelo mudou de mãos várias vezes enquanto os galeses e os ingleses guerreavam por toda a Gales, entre as quais as de Owain Glyndŵr, que tomou posse do castelo em 1404. Os ingleses recapturaram-no pouco depois, mas em 1408, tendo sido alcançada a paz, o castelo começou a cair na ruína. Ainda assim, em 1637 o Castelo de Aberystwyth foi designado como casa da moeda real por Carlos I de Inglaterra, tendo sido ali cunhadas moedas de prata. Esta associação tornou-se na queda do castelo, que tinha ficado rico com a sua função, o que levou a que fosse dotado dum regimento de soldados Realistas durante a Guerra Civil Inglesa. Isto fez do castelo um alvo de Oliver Cromwell, que destinou o castelo a uma destruição deliberada em 1649.